# Чарівник голубів
«Чарівник голубів» (англ. Wizard of the Pigeons) — фентезійний роман американської письменниці Меґан Ліндгольм, події якого відбуваються в Сіетлі. Вперше вийшов у м'якій обкладинці 1985 року у видавництві Ейс Букс, вдруге надрукований 1994 року вже у твердій обкладинці у видавництві Hypatia Press. Також було здійснено декілька видань у Великій Британії. Книга охоплює теми бездомності, бідності та психічних захворювань.
Роман був класифікований як сучасне артурійське фентезі, причому головний герой ототожнюється з Мерліном Амброзіусом. Також «Чарівник голубів» розглядають як зразок міського фентезі. Роджер Желязни назвав його «приголомшливим».

## Сюжет
Роман розповідає про бездомного персонажа «Чарівника» та його битві з лихою силою «Сірий світ» забутого минулого. «Чарівник» переживає важкі моменти свого минулого, зокрема період, коли він воював у В'єтнамі. Щоб вижити, Чарівник повинен розраховувати на свій потужний дар «Знання». Цей дар дозволяє йому пізнати правду речей, отримувати статки та допомагати людям знаходити розв'язання їх проблем. Допомагати йому в битві за виживання будуть загадкова фокусниця «Кейсі» та декілька інших волоцюг. Також у «Чарівника» закохується молода жінка Лінда, яка намагається повернути його до нормального життя.

## Відгуки
Орсон Скотт Кард похвалив роман як «навдивовиж добрий» (хоча й розкритикував його закінчення); Кард назвав його «таким справжнім, таким оригінальним, що ви не пошкодуєте, що придбали і прочитали його».